# 貝魯阿吉耶區

36°39′36″N 2°55′12″E / 36.66000°N 2.92000°E
貝魯阿吉耶區（阿拉伯语：‎），是阿爾及利亞的行政區，位於該國北部，由麥迪亞省負責管轄，首府設於貝魯阿吉耶，面積461平方公里，2008年人口70,853人，人口密度每平方公里154人。